# Mniadelphus bogotensis
Mniadelphus bogotensis là một loài Rêu trong họ Hookeriaceae. Loài này được (Hampe) Kindb. mô tả khoa học đầu tiên năm 1891.